# بروس دبليو. فينتر
بروس دبليو. فينتر (بالإنجليزية: Bruce W. Winter)‏ هو محرر بريطاني، ولد في 2 يوليو 1939.